# Westerlauwers Friesland
Westerlauwers Friesland is het Friesland ten westen van het riviertje de Lauwers. In historische zin omvat het ook West-Friesland of reikt het zelfs tot aan het Zwin. Als westelijke grens wordt tegenwoordig het IJsselmeer of de zeestroom het Vlie aangehouden, daar West-Friesland in Noord-Holland zijn Friese karakter nagenoeg is kwijtgeraakt.
Westerlauwers Friesland wordt tegenwoordig onder de naam Fryslân (in het Nederlands: Friesland) als provincie in het Koninkrijk der Nederlanden bestuurd.